# Gustav Schröer
Gustav Schröer (* 14. Januar 1876 in Wüstegiersdorf; † 17. Oktober 1949 in Weimar) war ein deutscher Schriftsteller.

## Leben
Nach Ausbildung als Organist und Küster arbeitete er 1896 für einige Monate in Ziegenrück, von wo aus er am 1. Juli nach Eßbach versetzt wurde. Neben seiner Arbeit als Lehrer war er ab 1913 auch schriftstellerisch tätig. 1920 wurde er als Bezirksjugendpfleger nach Erfurt berufen, 1922 auf die Stelle eines Landesjugendpflegers in Weimar. Ab 1924 war Schröer zusammen mit dem Pfarrer August Ludwig sowie den Kirchenräten Ernst Seidel und Otto Senffleben Herausgeber der protestantischen, im Wartburg-Verlag erscheinenden Kirchenzeitung Glaube und Heimat. Von 1928 bis 1932 brachte er die Zeitschrift des Thüringer Landbunds „Die Pflugschar“ heraus.
Nach der „Machtergreifung“ der Nationalsozialisten gehörte Schröer im Oktober 1933 zu den 88 Schriftstellern, die das Gelöbnis treuester Gefolgschaft für Adolf Hitler unterschrieben hatten. Nach Kriegsende wurden seine Werke Volk im Schmiedefeuer (1934) und Die Flucht von der Murman-Bahn (1935) in der Sowjetischen Besatzungszone auf die Liste der auszusondernden Literatur gesetzt.
Schröer hat insgesamt fast 70 Bücher veröffentlicht, neben den Leipziger Verlagen Hesse und Becker sowie Quelle und Meyer vor allem beim Bertelsmann-Verlag. Alle fanden eine hohe Verbreitung und waren für ihn auch ein wirtschaftlicher Erfolg. Heimat wider Heimat zählte zu den bestverkauften Titeln und erreichte zwischen 1933 und 1945 eine Auflage von 600.000 Exemplaren.
Seine Romane hatten vor allem auf dem Lande verwurzelte Helden. Sein Werk kann dem Bürgerlichen Realismus zugeordnet werden. Es weist teilweise starke nationalistische Züge auf.

## Werke
- Als die Heimat starb
- Alte Glocken neuer Klang (Hrsg.)
- Aus des Lebens buntem Kranze
- Das gerettete Dorf
- Das Herz spricht
- Das Schicksal der Käthe Rotermund
- Das Stärkere
- Das Weihnachtslied
- Das Wirtshaus zur Kapelle
- Der Bauer vom Lehdenhof
- Der Bauernenkel
- Der Brockhof und seine Frauen
- Der Freibauer
- Der fröhliche Balthasar
- Der Heiland vom Binsenhof
- Der Helfer von Lengau (Schauspiel, 4 Akte)
- Der Herrgott und ein Mann
- Der Hof im Ried
- Der Hohlofenbauer
- Der rechte Erbe
- Der Schelm von Bruckau
- Der Schulze von Wolfenhagen
- Der Schuß auf den Teufel
- Der Streiter Gottes (Lutherroman)
- Deutsche Legenden
- Die Bauern von Siedel
- Die Flucht aus dem Alltag
- Die Flucht von der Murmanbahn
- Die Heimat erobert
- Die Kriegsanleihe der Jungen von Erbesbach
- Die Lawine von St. Thomas. Ein Roman aus den Bergen: Volksverband der Bücherfreunde. Wegweiser-Verlag GmbH, Berlin (1940). 358 S.
- Die Leute aus dem Dreisatale
- Die Pfingstbirke
- Die Siedler vom Heidebrinkhofe
- Die Wiedes
- Drei Tage gesessen (Lustspiel)
- Ein Barbarenstückchen
- Einer Liebe Weg
- Frau Käthe Werner. Die Geschichte einer tapferen Frau. Quell-Verlag der Evangelischen Gesellschaft, Stuttgart 1928, DNB 362676739.
- Gottwert Ingram und sein Werk
- Gustav Adolf und sein Getreuer
- Heimat wider Heimat: C. Bertelsmann Verlag, Gütersloh 1929; letzte Auflage dort 1953
- Ich hatt’ einen Kameraden
- Im Schatten des Helbergs
- Joachim Werner
- Käthe Jüttners Weg ins Glück
- Kinderland
- Kriegsfreiwillige
- Land-Not
- Peter Lorenz
- Scherben am Wege
- Schicksalshände
- Stille Geschichten
- Stille Menschen
- Sturm im Sichdichfür
- Um Mannesehre
- Von Leuten, die ich liebgewann
- Von Leuten, die mir begegneten
- Volk im Schmiedefeuer
- Wenn man auf den Hund kommt
- Wer andern eine Grube gräbt (Lustspiel)
- Wie das Herz es ihnen eingibt
- Wilhelm Henneckes Hochzeitsreise
- Wir lassen uns nicht unterkriegen
- Wir werfen den Brand (Drama)

(kursiv: Erzählungen bzw. Erzählbände)